# 及第粥

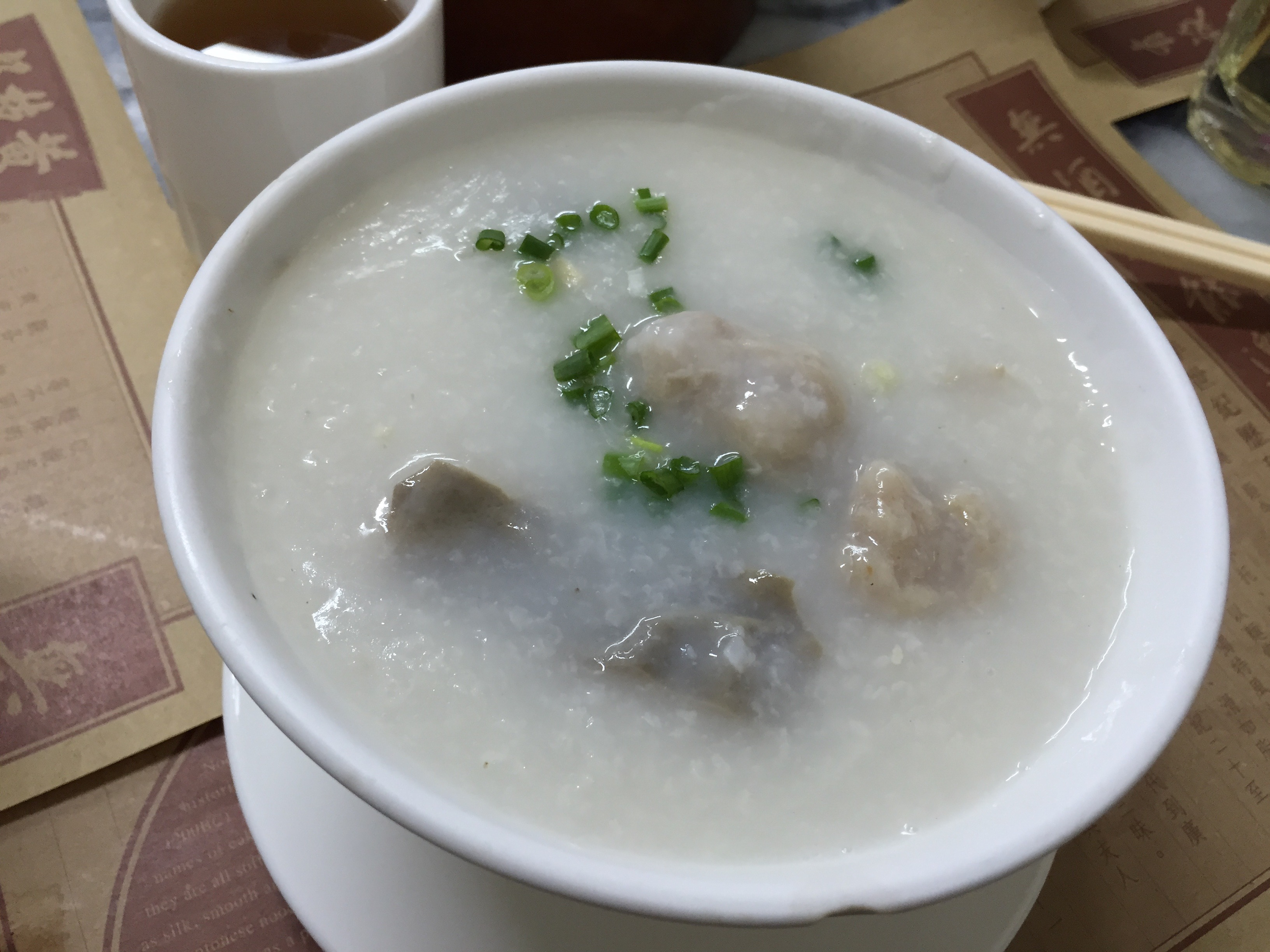
及第粥

及第粥（カプタイチョッ、中国語: 及第粥）とは、広東料理の粥の一種。白米の粥の中に豚肉のモツ（レバー、ハツ、ガツなど）を入れ、落花生や油条を細かく切った物をまぶし、卵をあえて振る舞われる事が多い。豚肉のモツは栄養面でも優れている。広州市西関では朝食の粥として公式な食べ物となっており、庶民の口にも広まっている料理でもある。
中国で科挙が行われていた時代（598年～1905年）、これを食べると（あるいはこれを食べて）、状元（科挙の首席合格者）の栄誉を手にしたという伝承がある事から、状元及第粥（中国語: 狀元及第粥）という愛称でも呼ばれている。

## 料理名の由来
諸説あるが、以下の2つの説が一般に知られている。
1. 明の倫文叙は小さい時家が非常に貧しく、野菜で食を繋いでいるという状態だった。その才能を惜しんだ隣人から、粥を作るための白米を送ってもらい、野菜と一緒に入れて粥として食べていた。ある時野菜が尽きたので、ミートボールや豚肉のレバーを入れて粥として作り昼食としてもてなされた。倫文叙が科挙に及第した後、故郷を尋ね、老人になっていた隣人にミートボールや豚肉のレバーを入れた粥を、当時の感謝の気持ちを込めて作った。この粥を人々は「及第粥」と呼び、広州市では一般に知られた説となっている。
2. 広東出身の1823年の状元林召棠は、ミートボール、豚肉のレバー、豚の小腸などを材料に作った粥が大好物で人々はその粥を食べると良いことが起こると思い、その粥を「及第粥」と呼び始めた。粥に入った肉団子で状元を、豚の肝臓(元々は牛の脾臓で広州人は「牛膀」と呼ぶ)で榜眼（科挙の二位合格者）を、花の形に切った豚の小腸で探花(科挙の三位合格者)を象徴しており、大人気の粥として広州人に愛されるようになった。「三元及第粥」に更に豚の腎臓、心臓、舌、魚等の食材を入れると「七及第粥」になる。